# 池田豊常
池田 豊常（いけだ とよつね）は、江戸時代中期の旗本。通称は万之丞、修理。

## 略歴
宝永6年（1709年）、池田政応の長男として誕生。
享保10年（1725年）9月2日、遺領を継ぐが、享保18年（1733年）6月14日、25歳で死去した。
跡を養子・政倫が継いだ。

## 系譜
- 父：池田政応（1676-1725）
- 母：池田利重の娘
- 養子
  - 男子：池田政倫（1717-1775） - 池田政相の次男